# Iflissen
Iflissen (în arabă تقزرت) este o comună din provincia Tizi Ouzou, Algeria.
Populația comunei este de 14.311 locuitori (2008).